# قضاء البترون

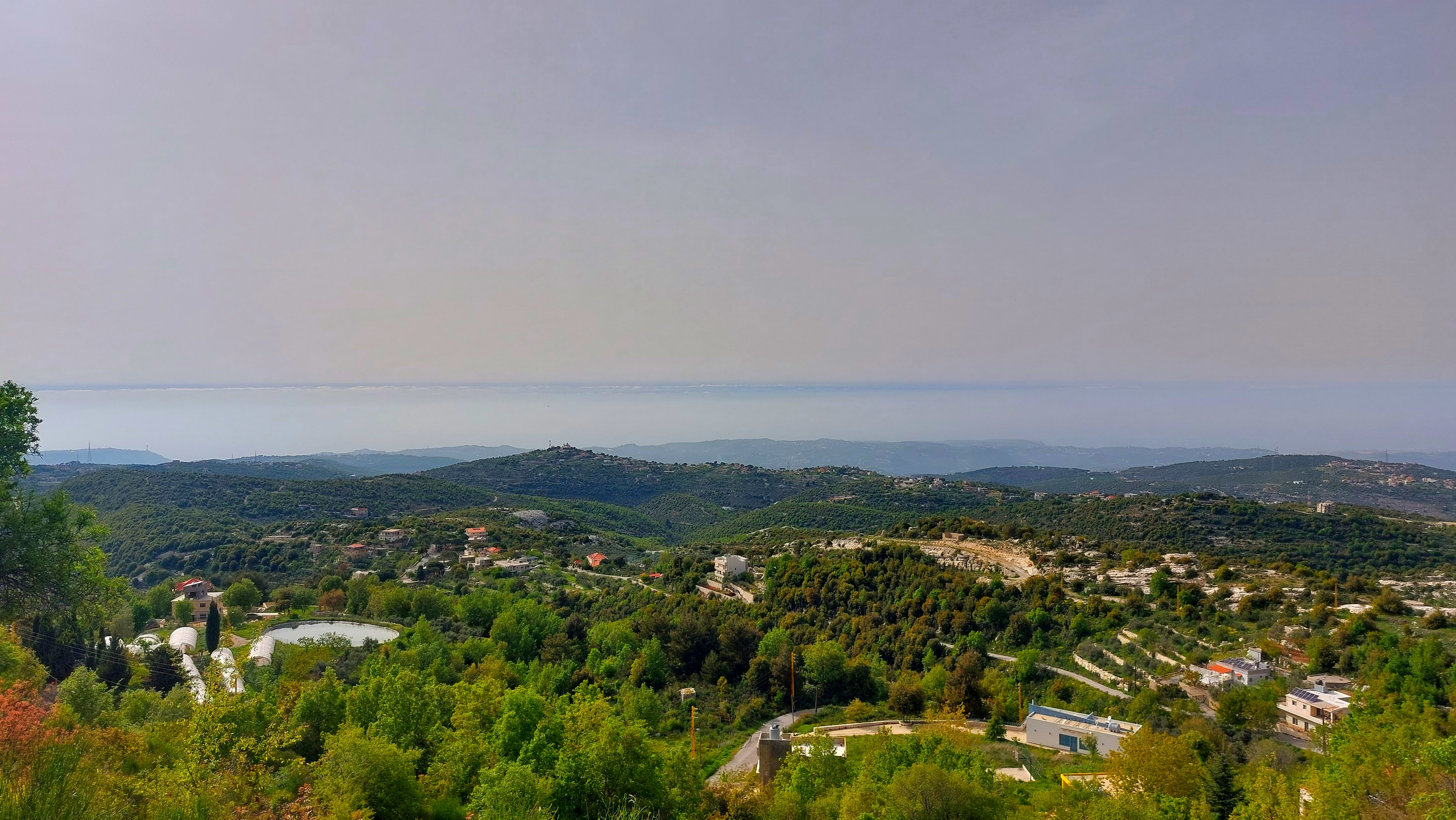
رام البترون

هو أحد أقضية محافظة الشمال اللبنانية الثمانية. يشكل مجرى نهر المدفون جنوبا ومجرى نهر الجوز شمالا حدوده الجغرافية ويمتد من ساحل البحر في الغرب مشتملا قسما من سفوح السلسلة الغربية لجبال لبنان حتى يلامس قممها عند جبل المنيطرة على ارتفاع 2700 مترا عن سطح البحر حيث تقرب مساحته من 278 كيلومترا مربعا. يحده شمالا قضاء الكورة وشرقا قضاء بعلبك من محافظة البقاع وجنوبا قضاء جبيل من محافظة جبل لبنان. مركز القضاء، البترون.

## تاريخ

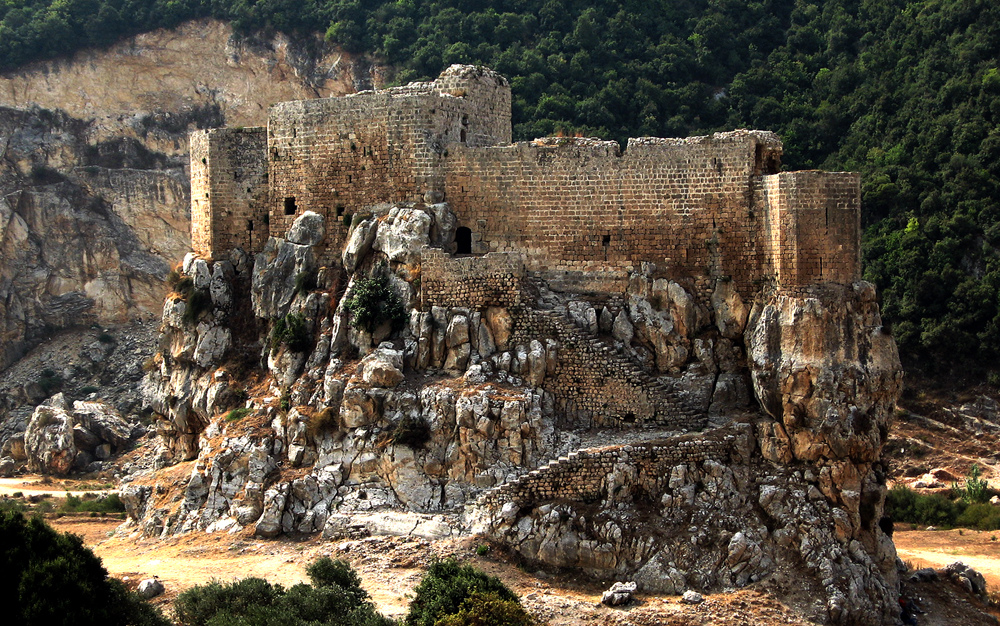
قلعة المسيلحة شمال بلدة حامات بقضاء البترون

## مواقع خارجية
- مركز المعلوماتية للتنمية الحلية نسخة محفوظة 1 فبراير 2009 على موقع واي باك مشين.